# Vịnh México

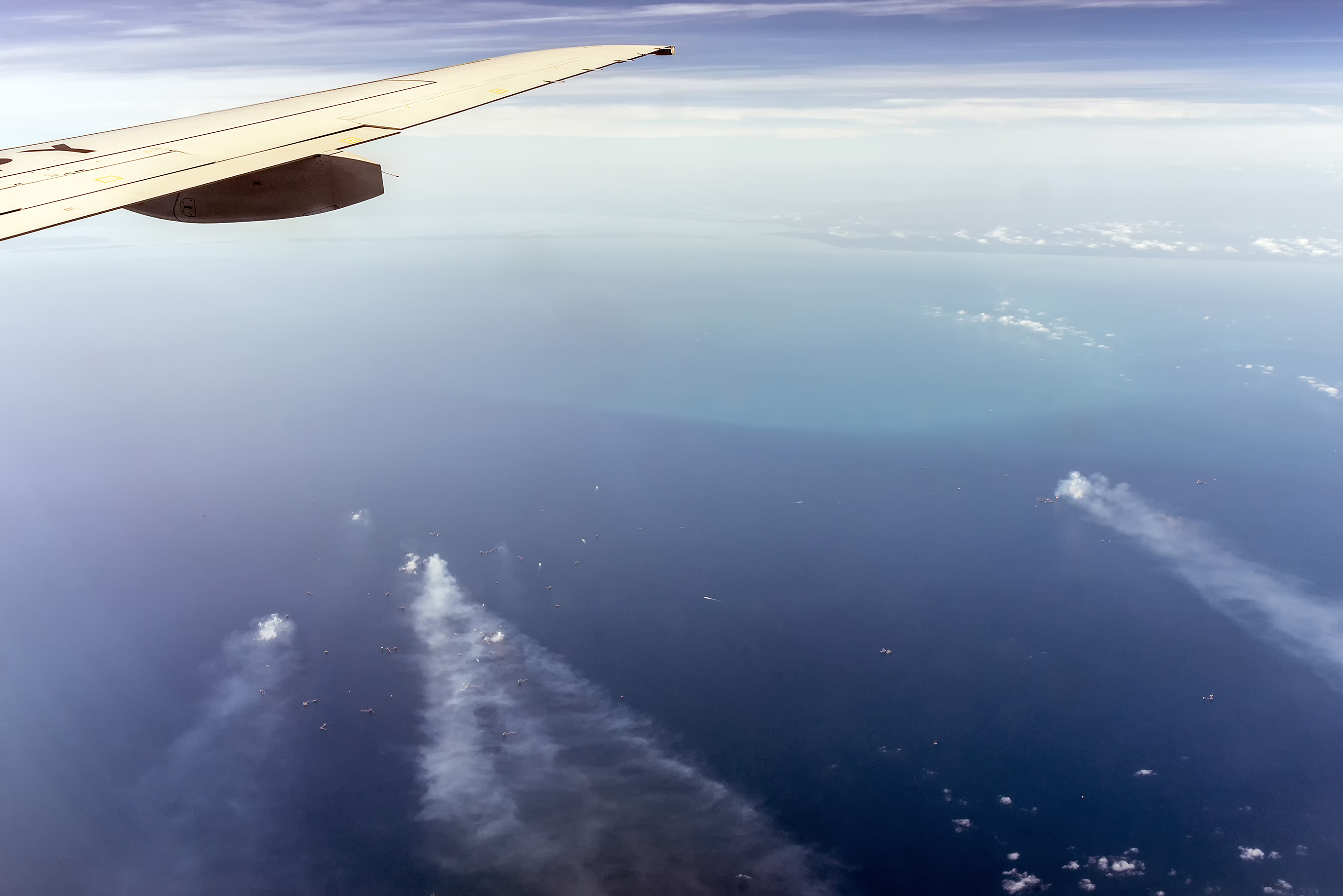
Cantarell

Vịnh México (tiếng Tây Ban Nha: golfo de México) là hải vực lớn thứ 9 thế giới. Vịnh là một phần của Đại Tây Dương phía tây giữa bờ biển đông nam của Hoa Kỳ, Mexico và Cuba. Ở rìa phía bắc của nó là các tiểu bang vùng vịnh của Hoa Kỳ là Florida, Alabama, Mississippi, Louisiana và Texas. Vịnh có những bãi biển trắng rộng thu hút nhiều khách du lịch, nhưng đây cũng là khu vực của các cơn bão. Dòng hải lưu Gulf Stream là một dòng nước ấm chảy từ Vịnh Mexico qua Đại Tây Dương đến tây bắc châu Âu, ảnh hưởng đến khí hậu ở đó.

## Tên gọi